# Haidhäuser (Cham)
Haidhäuser ist ein Ortsteil der Kreisstadt Cham im Regierungsbezirk Oberpfalz im Naturpark Oberer Bayerischer Wald in Bayern.

## Geographische Lage
Das Dorf Haidhäuser auf der Gemarkung Altenmarkt liegt auf einer Hochfläche südlich über der Talebene des Regens etwa zweieinhalb Kilometer Luftlinie südwestlich des Zentrums von Cham. Im Norden verläuft die Bundesstraße 85, im Osten die Bundesstraße 20. Umliegende Orte sind Altenmarkt, Janahof, Scharlau, Brunn, Stadl und Michelsdorf.
Zentral im jüngsten Siedlungsbereich, der erst in den letzten Jahrzehnten entstanden ist, liegt ein großer Spielplatz mit Fußballfeld. Am Rande von Haidhäuser liegt der große Haidweiher.
Das Gewerbegebiet Regentalcenter in Cham-Süd sowie das Industriegebiet Altenmarkt liegen jeweils in östlicher und westlicher Richtung nur einen Kilometer entfernt.
Gleichzeitig ist das Dorf Haidhäuser auch von Naherholungsgebieten, wie dem Naturpark Regentalaue zwischen Cham und Pösing mit dem Rötelseeweihergebiet und dem Pfahlsee mit der Teufelsmauer, umgeben.

## Geschichte
Haidhäuser war ein Gemeindeteil der Gemeinde Altenmarkt und kam zum 1. Januar 1972 durch die Eingemeindung von Altenmarkt zur Stadt Cham.
Einwohnerentwicklung
Im Jahr 1871 war der Ort eine Einöde, hatte 13 Einwohner und hieß Haidhäusl, im Jahr 1961 bestand der Weiler Haidhäuser aus neun Wohngebäuden und hatte 39 Einwohner. Bei der jüngsten Volkszählung im Jahr 1987 wurden in Haidhäuser 32 Wohnungen in 26 Wohngebäuden und 87 Einwohner festgestellt.